# Abel von Reims

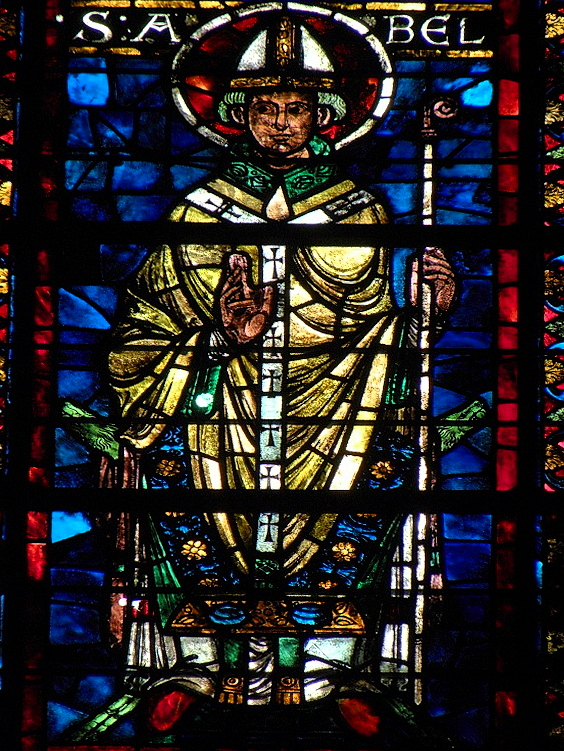
Heiliger Abel

Der heilige Abel (* in Schottland; † 5. August 764 in Lobbes) war Mitabt zu Lobbes im Hennegau und Erzbischof von Reims 744.
Aus Schottland gebürtig, kam Abel mit Bonifatius, Willibrord und anderen christlichen Lehrern in das  Frankenreich. Er scheint zuerst in der Abtei Lobbes im Hennegau gewirkt zu haben und wurde, als auf Betreiben von Bonifatius die Synode von Soissons (3. März 744) den Bischof Milo von Reims absetzte, zum Bischof von Reims erhoben. Papst Zacharias war trotz der Empfehlungen der beiden Hausmeier Karlmann und Pippin dem Jüngeren nicht bereit, Abel das Pallium zu erteilen, das er stattdessen dem Bischof Hartbert von Sens gab. Abel konnte sich daher in Reims nicht behaupten. Er zog sich (wahrscheinlich schon 745) in die Abtei Lobbes zurück, widmete sich dort der Mission im Hennegau, in Flandern und im Lütticher Land, und starb in Lobbes am 5. August 764.